# 斯維德尼克

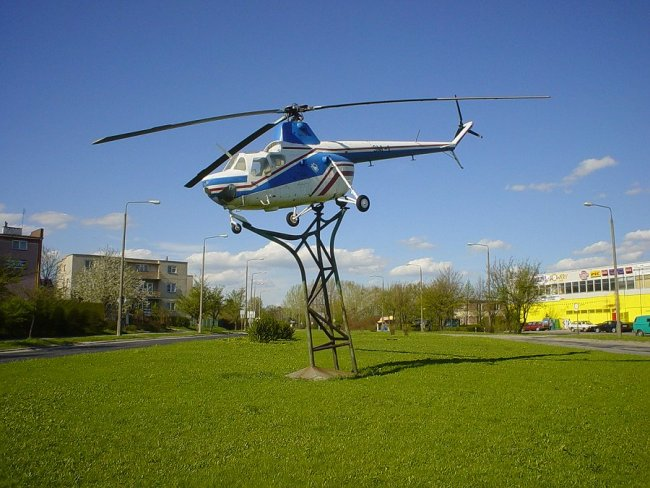

斯維德尼克（波蘭語：Świdnik）是波蘭的城鎮，位於該國東部，距離首府盧布林10公里，由盧布林省負責管轄，始建於十四世紀，面積20.35平方公里，2006年人口40,037。

## 外部連結
- Official Website of the town (Polish, English)
- English page of the PZL-Świdnik company
- Large photo gallery

51°13′N 22°42′E / 51.217°N 22.700°E